# Criptocatolicismo
O criptocatolicismo é a prática da fé católica e seus costumes em segredo, geralmente para evitar perseguições religiosas.

## História
Vários momentos e lugares da mundo tiveram a presença de criptocatólicos

### Japão
O catolicismo foi levado ao Japão durante seu período feudal, por São Francisco Xavier. Viu-se, originalmente, o catolicismo como uma ameaça ao poder do xogum. Décadas depois, em 1643, o catolicismo foi banido, as igrejas destruídas e muitos católicos foram torturados e obrigados a se converterem ao Budismo. O banimento apenas foi retirado em 1858.
Durante esse período, muitos católicos mantiveram suas práticas religiosas de maneira clandestina, o que originou o termo Kakure Kirishitan ou, em português, cristãos escondidos. Houve inúmeros mártires católicos nesta época, como os 26 mártires do Japão, católicos crucificados na cidade de Nagasaki em 1597. Foram beatificados em  1627 e canonizados em 1862.

### Alemanha Nazista
O anticatolicismo alemão advém de muito tempo antes ao nazismo. O kulturkampf , por exemplo, fez com que houvesse um embate entre as autoridades alemãs pós-unificação e a Igreja Católica. Havia também um resquício do sentimento anti-polonês no anticatolicismo alemão, uma vez que a Polônia era na época um país onde a esmagadora maioria é católica, como permanece até hoje.

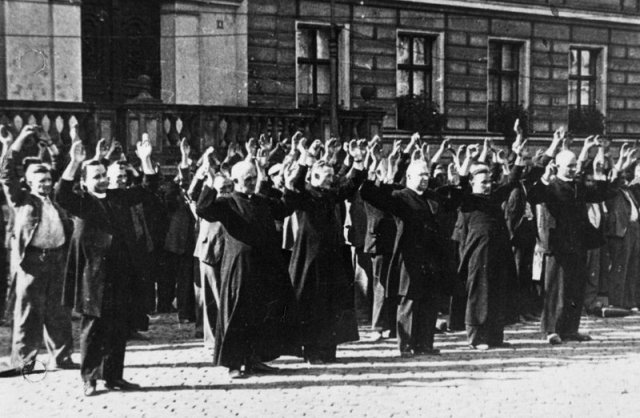
Execução pública de clérigos polacos e cidadãos na Praça do Mercado Velho de Bydgoszcz, 9 de setembro de 1939. A Igreja Católica Polaca sofreu uma perseguição brutal sob a ocupação nazista

Durante a Alemanha Nazista, o Partido do Centro, de orientação católica, opôs-se pesadamente ao nazismo. As autoridades nazistas não admitiam autoridade paralela a deles, como a da Igreja Católica, o que fez com que subordinassem a Igreja ao Estado, em 20 de Julho de 1933.
De um total de 2720 clérigos enviados ao campo de Dachau, a grande maioria, por volta de 2579 (ou 94,88%) eram católicos – cerca de quase 400 padres alemães. Os colégios católicos na Alemanha foram eliminados em 1939.
Embora alguns membros do clero tenham apoiado o regime nazista, a maioria esmagadora dos clérigos católicos se opunha, assim como o próprio papa da época, Pio XII, e o Vaticano. O Papa manteve relações com a resistência alemã e tinha uma imensa rede de espionagem que visava adquirir informações cruciais para ajudar os Aliados, além de ter protegido alguns judeus dentro do território do Vaticano e ajudado alguns a fugirem da Europa. Há um mito de que o Pio XII teria cooperado com o nazismo, mas é apenas um hoax histórico. Um mês após a Alemanha atacar a Polônia, iniciando a Segunda guerra mundial, Pacelli, o Papa Pio XII, lançou a encíclica Summi Pontificatus. Foi a primeira encíclica do pontífice, onde ele condena ideologias de racismo, a superioridade cultural e o estado totalitário. A Alemanha considerou seu escrito como um ataque ao nazismo. Todo este cenário fez com que, na tentativa de escapar da perseguição católica, muitos fiéis ocultassem sua crença na Igreja Católica, sendo mantendo os cultos de forma clandestina ou evitando praticá-los.

### União Soviética
A política marxista-leninista soviética defendia consistentemente o controle, supressão e a eliminação de crenças religiosas, e encorajou ativamente o ateísmo durante a existência da União Soviética. Muitas comunidades cristãs na esfera de influência soviética durante a Guerra Fria tiveram que se esconder nas chamadas Igrejas Catacumbas. Após a dissolução do Pacto de Varsóvia e o fim da era soviética na década de 1990, alguns desses grupos voltaram às igrejas oficiais acima do solo. O número total de cristãos vítimas de políticas atéias do estado soviético foi estimado na faixa entre 12-20 milhões, a grande maioria destes católicos ortodoxos russos. A família imperial russa, assassinada em 17 de julho de 1918 pelos bolcheviques, foi canonizada em 1991 como neomártir pela Igreja Ortodoxa Russa no Exterior.

### República Popular da China
As igrejas domésticas chinesas são igrejas consideradas clandestinas pelo governo chinês, pois obedecem à autoridade do Papa, não ao Estado chinês. Tentam diminuir a influência cristã na sociedade, o que faz com que os fiéis tenham de aceitar o controle do governo sobre sua fé ou manterem-se na ilegalidade. A maioria opta pela segunda opção.

### Império Otomano
O termo Laraman em albanês refere-se aos criptocristãos que aderiram oficialmente ao Islã, mas continuaram a praticar o cristianismo dentro de casa durante a era otomana, cuja maioria era composta de católicos ortodoxos. Foi derivado do adjetivo albanês i larmë, que significa "variegado, heterogêneo, duas faces; uma referência aos Laramans seguindo tanto o cristianismo ( em segredo) e Islã (nominalmente). O fenômeno foi generalizado de meados até o final da era otomana, ocorrendo entre os albaneses do norte e do sul.

## Criptocatólicos conhecidos e prováveis
Pela própria definição do termo é difícil dizer com certeza absoluta quais figuras históricas importantes e atuais são criptocatólicas, mas há algumas evidências.

### William Shakespeare
Muito discutiu-se sobre a religiosidade de Shakespeare. Segundo dizem algumas fontes, o dramaturgo inglês era criptocatólico. Há dificuldade em precisar informações sobre a vida pessoal de Shalespeare, porque há poucas coisas escritas dele sobre si próprio. O que há são relatos de terceiros.

### Boris Johnson
Boris Johnson, atual primeiro-ministro do Reino Unido, foi batizando na Igreja Católica, por ter nascido em uma família que seguia esta fé. Converteu-se posteriormente ao anglicanismo, religião predominante na Inglaterra. No entanto, em 2020, batizou seu filho, Wilfred Johnson, na Igreja Católica, o que fez com que muitos pensem que ele tenha voltado ao catolicismo e que não divulgue isto por estar em um país de maioria anglicana e que, por lei, por muito tempo, católicos não podiam assumir o cargo de primeiro-ministro do Reino Unido.

### Jaime II da Inglaterra
O rei Jaime II foi criptocatólico por alguns anos, temendo que divulgar sua conversão do anglicanismo ao catolicismo fosse prejudicar sua soberania sobre a Inglaterra. O tempo que Jaime passou na França o expôs às crenças e cerimônias do catolicismo; ele e sua esposa Ana ficaram atraídos por essa fé. Ele tomou a eucaristia na Igreja Católica em 1668 ou 1669, apesar da conversão ter sido mantida em segredo e ele continuou a comparecer a serviços anglicanos até 1676. Jaime mesmo assim continuou a se associar principalmente com anglicanos, incluindo João Churchill e Jorge Legge, além de protestantes franceses como Luís de Duras, 2.º Conde de Feversham. O crescente temor de uma influência católica na corte inglesa levou o parlamento da Inglaterra a apresentar um novo Ato de Prova em 1673. Sob esse ato, todos os oficiais militares e civis precisavam prestar juramento em que eram obrigados a repudiar a doutrina da transubstanciação e denunciar certas práticas da Igreja Católica como sendo supersticiosas e idolátricas, além de receber a eucaristia sob os auspícios da Igreja Anglicana. Jaime se recusou a realizar as duas ações, preferindo renunciar ao posto de Lorde Grande Almirante. Sua conversão ao catolicismo assim se tornou pública.